# Jelovec pri Makolah
Jelovec pri Makolah (prekmursko Djelovec) je naselje v Občini Makole, na severovzhodu Slovenije. Nahaja se na levem bregu Dravinje, v dolini, ki jo obdajajo hribi, ter spada pod Štajersko pokrajino in Podravsko regijo.